# PewDiePie
Felix Arvid Ulf Kjellberg, znany również jako PewDiePie (ur. 24 października 1989 w Göteborgu) – szwedzki youtuber publikujący filmy o różnej tematyce, głównie gameplaye, wideoblogi i recenzje.

## Życiorys
Ukończył Göteborgs Högre Samskola. Później kształcił się na kierunku: ekonomia przemysłowa oraz zarządzanie technologią na Uniwersytecie Technicznym Chalmersa. W 2011 przerwał studia. Spekulowano, że zrobił to, by rozwijać swoją karierę związaną z portalem YouTube, lecz w 2017 Kjellberg wyjaśnił, że odszedł z powodu braku zainteresowania kierunkiem studiów. Stwierdził, że odejście z uniwersytetu w celu rozwijania kariery na YouTube „byłoby głupie”. Angażuje się w akcje charytatywne.
27 kwietnia 2018 zaręczył się z Marzią Bisognin. Pobrali się 19 sierpnia 2019. W 2022 Felix i Marzia przeprowadzili się do Japonii. 5 lutego 2023 ogłosił na swoim kanale, że on i jego żona spodziewają się ich pierwszego dziecka. Ich syn Björn urodził się 11 lipca 2023.

## Kariera
Od kwietnia 2010 prowadzi własny kanał na YouTube, gdzie publikuje głównie nagrania z gier, przeglądania reddita i wyzwań (ang. You Laugh, You Lose). 16 sierpnia 2013 został ogłoszony właścicielem najczęściej subskrybowanego kanału na YouTube. W sierpniu 2019 liczba subskrybentów kanału przekroczyła 100 mln, a liczba wyświetleń wyniosła około 23 mld. Jego najpopularniejszy film, autorski utwór Bitch Lasagna, zdobył ponad 325 mln wyświetleń, natomiast utwór muzyczny „Congratulations” – ponad 238 mln wyświetleń. Według danych z 2 czerwca 2025 jego kanał miał 110 mln subskrybcji i około 29 miliardów wyświetleń.

### PewDiePie vs T-Series
Od września 2018 do kwietnia 2019 żartobliwie rywalizował z indyjskim kanałem mediowym T-Series o miano kanału z największą liczbą subskrybentów na YouTube. 14 kwietnia 2019 został zdetronizowany w rankingu, czyniąc T-Series największym kanałem na platformie.
28 kwietnia 2019 ogłosił koniec rywalizacji z kanałem T-Series, gdyż Brenton Tarrant, sprawca zamachów na meczety w Christchurch przed wejściem do świątyń publicznie promował kanał Pewdiepie'a. Felix Kjellberg wyjaśnił, że nie chciałby, by jego pseudonim był z nim kojarzony i wyraził współczucie ofiarom zamachu.

### Pewdiepie vs Cocomelon
Od czerwca 2020 zaczął rywalizację z kanałem z piosenkami dla dzieci Cocomelon – jednak nie była ona tak zacięta jak z T-Series. W kwietniu 2021 rozpoczął się wyścig o 110 milionów subskrypcji. 24 kwietnia 2021 Pewdiepie został zdetronizowany po raz kolejny.

### PewDiePie vs MrBeast
PewDiePie przez bardzo długi czas był najczęściej subskrybowanym kanałem na YouTube, aż do momentu kiedy kanał T-Series go wyprzedził w liczbie subskrypcji. MrBeast przez czas gdy PewDiePie dominował na YouTube, miał mniej subskrypcji, a gdy kanał T-Series wyprzedził PewDiePie’a, to MrBeast nadal nie dorównywał Felixowi aż do 14 listopada 2022 roku, kiedy to MrBeast wyprzedził kanał Felixa i stał się najczęściej subskrybowanym twórcą na YouTube.

## Filmografia
| Rok             | Tytuł                                   | Rola                                                           | Uwagi                    | Przypisy                           |
| --------------- | --------------------------------------- | -------------------------------------------------------------- | ------------------------ | ---------------------------------- |
| 2013            | Epic Rap Battles of History             | Mikhail Baryshnikov                                            | tylko 1 odc.             | [ 23 ]                             |
| 2013            | Internet Icon                           | on sam                                                         | tylko 1 odc.             | [ 24 ]                             |
| 2013, 2015      | Smosh Babies                            | Baby Pewds; głos w odcinkach Ian's Lost Love i The New Teacher | 2 odc.                   | [ 25 ] [ 26 ]                      |
| 2013–2016, 2019 | YouTube Rewind                          | on sam                                                         | 5 odc.                   | [ 27 ] [ 28 ] [ 29 ] [ 30 ] [ 31 ] |
| 2014            | Good Mythical Morning                   | on sam                                                         | tylko 1 odc.             | [ 32 ]                             |
| 2014            | asdfmovie                               | Lonely Guy/Magician                                            | tylko 1 odc.             | [ 33 ]                             |
| 2014            | Miasteczko South Park                   | on sam                                                         | 2 odc.                   | [ 34 ]                             |
| 2015            | Oscar's Hotel for Fantastical Creatures | Brock                                                          | 6 odc.                   | [ 35 ]                             |
| 2015            | Pugatory                                | Edgar                                                          | 6 odc.                   | [ 36 ]                             |
| 2016            | Scare PewDiePie                         | on sam                                                         | 10 odc. (wszystkie odc.) | [ 37 ]                             |

## Nagrody
W 2013 zdobył Starcount Social Star Award w kategorii Most Popular Social Show, Sweden Social Star Award oraz wygrał Shorty Award w kategorii #Gaming.
W 2014 zdobył nagrodę Golden Joystick Awards dla „osobowości roku w branży gier komputerowych”. Sukces powtórzył w 2015, zdobywając nagrodę dla „branżowej osobowości roku”.